# Launchy Gill
Der Launchy Gill ist ein Fluss im Lake District, Cumbria, England. Der Launchy Gill entsteht an der Westseite des Armboth Fell westlich des Thirlmere. Der Launchy Gill fließt zunächst südlicher Richtung um am südlichen Ende des Armboth Fells nach Osten bis zum Thirlmere zu fließen.
Am Zusammenfluss mit einem unbenannten kleinen Fluss weitet sich der Launchy Gill und wird auf den Karten der Ordnance Survey als Launchy Tarn bezeichnet. (54° 31′ 32″ N, 3° 4′ 50″ W) Der Launchy Tarn hat eine Größe von 7 m × 7 m bei einer Tiefe von 1 m.